# New York-i magyarok

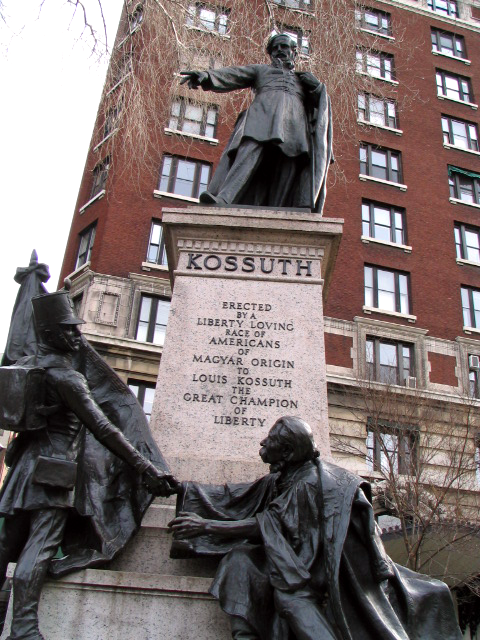
Kossuth Lajos szobra New Yorkban, a Riverside Drive-on rendszeres helye a magyar megemlékezéseknek

Az 1800-as évek második felében kezdődött el az első nagy magyar kivándorlás az Amerikai Egyesült Államokba. Ekkor alapították a New Buda nevű települést, amely mára megszűnt. Haraszthy Ágoston kezdte el a tokaji szőlőből a kaliforniai borászatot, és egy magyar származású újságíró, majd mecénás támogatásával rakták össze a Franciaországból érkezett Szabadság-szobrot.

## Az amerikai-magyar New York
New York mai arculatának kialakulásához a magyarok is hozzájárultak. A Manhattan szívében található Central Park egy részének tervét az egykori 1848-as katonatiszt, Asbóth Sándor (1811–1868) készítette, aki Manhattan legészakibb csücskében lévő Washington Heights városszabályozási tervét is kidolgozta. A makói születésű Joseph Pulitzer (Pulitzer József) (1847–1911), aki megteremtette a modern újságírást (a későbbi Pulitzer-díj megalapítója), pénzt adományozott a New York-i Szabadság-szobor felállításához 1886-ban. Chorin Ferenc (1879–1964) New Yorkban alapította meg finanszírozó és befektető cégét az 1944-es kivándorlása után. Bartók Béla is ide menekült, és itt is halt meg. Emlékplakettjét megtalálhatjuk Manhattanben és New York Állam egy kis falujában. Dohnányi Ernő (1877–1960) is itt telepedett le, és komponált tovább. William Fox, producer (1879–1952) a 20th Century Fox filmgyár alapítója, amely a mai hollywoodi stúdiók egyik legnagyobbika, Tolcsváról New Yorkba vándorolt, a filmvilág úttörőjeként élt, de elszegényedve halt meg. Krencsey Marianne (A Liliomfi című film főszereplője) szórakoztatta a magyarságot rendszeres rendezvényeivel.

## A magyar negyed
Manhattan északkeleti részén alakult ki a „magyar negyed”, amely jelenleg már megszűnőben van. Egykor még magyar éttermek, üzletek tömege díszítette az európaias környezetet, mára csak utazási iroda, hentesüzlet, templomok és a Magyar Ház található itt. Mind a mai napig nem lehet ezen a környéken sétálni anélkül, hogy magyar szót ne hallanánk. Ez a „magyar negyed” a 80. utca és a 2-es sugárút körüli részen található.
New York kormányzója volt a magyar származású George Pataki, akinek nagyszülei bevándorlók voltak.

## Magyar színházi élet New Yorkban
Dr. Varga László ügyvéd, az 1983-ban megalapította az azóta is működő New York-i Magyar Színházat, ami évente 4–6 bemutatót tartott. Varga László 1990-ben hazatelepült, hogy az itthoni politikai életet támogassa tudásával, külhoni tapasztalataival. Azt követően 17 esztendőn keresztül Cserey Erzsi színésznő állt a New York-i Magyar Színház élén és tanítványa, Kovács Szilvia volt az igazgatóhelyettes. Cserey Erzsi színésznő halála után, 2007-től napjainkig Kovács Szilvia (Sylvia Kovacs) színésznőt nevezték ki a New York-i Magyar Színház új igazgatónőjének és Bollok Barbarát elnöknőnek.
Jóval korábban Serly Lajos zeneszerző és a Népszínház karnagya, önálló vállalkozásban az óbudai színház igazgatóságában megroppanva és elszegényedve, kivándorol az Államokba az 1900-as évek elején, létrehoz magyarul játszó állandó színházat New Yorkban, ugyancsak bérelt helyiségben, amelyet karnagy fia segítségével több mint harminc éven keresztül vezet sikeresen.

## Magyar művészek New Yorkban
New York magyar vonatkozású művészeti élete színes, változatos volt a múltban és ma is az, bár az anyaországban erről keveset tudnak. Kevéssé ismert, hogy volt idő, amikor a Broadway színházaiban egyszerre és egy időben öt Molnár Ferenc-darab futott. Itt élt és jól menő zenei-kiadóhivatalt vezetett az a Szirmai Albert, aki idehaza számos operettjével vált híressé. New Yorkban egy napon munkába menet az egyik Zeneboltban tehetségesen játszó vékony nyurga fiúra figyelt fel, másnap berendelte az irodába az ifjú Leonard Bernsteint. Itt élt és alkotott a Broadway kedvelt zeneszerzője, akit egyesek az amerikai musical atyjának is tartanak, a magyar Sigmund Romberg, akit egyébként az egyik legtöbbet játszott zeneszerzőként is nyilvántartanak Amerikában. A világ első hangos színesfilmjét (1930) az ő operettjére készítik el, és dalai nem hiányozhattak a Három tenor repertoárjából sem. Leslie Vadnay a hazai Hacsek és Sajó kreátora számtalan televíziós produkció forgatókönyvét írja itt. A „Háború a háború ellen” című televíziós filmje elnyeri a New York-i kritikusok díját. A tévéjáték egyébként Nobel Alfréd titkárnőjéről, Bertha Suttnerről szól, akibe Nobel szerelmes és aki viszont gyűlöli őt, mert lőport ad el háborús célokra. Nobel végül is Bertha kedvéért alapítja meg a Nobel-békedíjat.
A New York-i rádió magyar adásainak egyik állandó hangja volt sokáig az a Wass Albert, aki műsoraival évtizedeken át tartotta a magyar szellemiség őrlángját az éteren keresztül sok-sok hallgatójának lelkében. Itt élt és itt van eltemetve Molnár Ferenc. A New York-i Kritikusok díját kapja itt a Broadwayn fellépett Darvas Lili, Molnár felesége. Karády Katalin vezetett itt kalapszalont (Budapesten van eltemetve), Szabó Sándor színművész is működött itt sokáig, de élt itt Szörényi Éva a Nemzeti Színház egykori tagja, számos magyar film főszereplője, és New York közeli házában él Jan Kiepura özvegye, a magyar világhírű operettprimadonna, Eggerth Márta is. Itt működtek a Broadwayn a magyar Deutsch nővérek, akik a Dolly-Systersként írták be magukat a show-biz világtörténelmébe. Egyikük férjével például, Harry Foxszal mutatnak be egy különös táncot még az 1910-es évek közepén, amelyet foxtrottként ismer ma is a világ. Különös és szédületes életükről az 1940-es években filmet készítettek, amely Oscar-díjat kapott. Itt élt sokáig az a Lona Massey (Hajmássy Ilona) ismert színésznő, aki televíziós felhívásával sokakat „utcára vitt” 1956-ban az USA-ban, rokonszenv-tüntetést szervezve, a kisemberek tehetetlenségét legyőzve, a nagyhatalmi egyezségekkel szemben. Itt élt és alkotott az ismert és kedvelt bestseller szerzőnő, Claire Kenneth is.
New York nemcsak felemel, hanem – ha valaki nem képes felvenni vele a lépést – el is tapossa. Rudnyánszky Gyula, a neves költő, az Ady előtti költőnemzedék utolsó jelentős tagja megvakultan, elszegényedve, a New York-i magyarok adományából érkezett haza meghalni, 1912-ben. A hazai filmek komikuskirálya, Kabos Gyula becsapottan, elszegényedve itt halt meg, 1942-ben. Barátja, Rejtő Jenő okulva az eseten, inkább otthon várva be a véget, nem vándorolt ki, eredeti terveivel ellentétesen. Mály Gerő az erdélyi örmény származású magyar komikus-fejedelem egy New York-i magyar étteremben dolgozik, mosogat, tésztát gyúr, és koldusszegényen hal meg tíz évvel Kabos után. Szegény sorból indul, de sikert arat a már New Yorkban született Bernard Schwartz, aki Tony Curtisként száguldott végig a siker országútján, egészen a Magyarország Arca posztig, amire egyébként (igaz nem New York-i) Paul Newman is méltán pályázhatott volna.
Az említettek csupán a jéghegy csúcsai, egy több mint száz esztendeje ott élő több százezres magyar kolónia életéből, kulturális vonatkozásaiból.

## Híres magyar New York-iak
- George Pataki
- Kabos Gyula
- Karády Katalin
- Pulitzer József

## Magyar templomok és építmények
- Baptista
- Református
- Katolikus

## Fontos információk
- New York-i Magyar Konzulátus Archiválva 2010. augusztus 5-i dátummal a Wayback Machine-ben
- Magyar Ház

## Magyar emlékek New Yorkban
- Kossuth-szobor
- Több Kossuth utca
- Szent István utca
- Bartók Béla-domborművek
- Magyar plakátok

## Amerikai magyar szervezetek
- A Magyar Szó hetilap
- Az Amerikai Magyar Népszava Szabadság hetilap
- Fészek Klub